# Ben Ainslie
Sir Charles Benedict Ainslie (* 5. února 1977 Macclesfield) je anglický reprezentant v jachtingu. Se čtyřmi zlatými a jednou stříbrnou medailí je nejúspěšnějším jachtařem olympijské historie.
Už jako dvanáctiletý se zúčastnil mistrovství světa ve třídě Optimist a skončil na 37. místě, v šestnácti letech získal na lodi Laser Radial první titul mistra světa a v devatenácti debutoval na olympiádě. Na olympiádě získal zlato a stříbro ve třídě Laser a tři prvenství po sobě ve třídě Finn. Je osminásobným mistrem světa (1993, 1998, 1999, 2002, 2004, 2005. 2008 a 2012), v roce 2010 vyhrál World Match Racing Tour. V roce 2013 byl v posádce lodi Team Oracle USA, která vyhrála Pohár Ameriky. V roce 2009 obdržel titul komandér (CBE) Řádu Britského impéria a v roce 2013 další vyznamenání Knight Bachelor. Byl poctěn právem nést britskou vlajku při závěrečném ceremoniálu londýnské olympiády.
Jeho otec Roderick Ainslie se zúčastnil závodu Volvo Ocean Race v roce 1973. Jeho švagr Jerome Pels je generálním sekretářem Mezinárodní jachtařské federace. Jeho manželkou je od roku 2014 televizní moderátorka Georgie Thompsonová.